# Liste des lacs au Malawi
La liste des lacs au Malawi répertorie la liste non exhaustive des lacs présents sur le territoire du Malawi.

## Lacs notoires et catégories de lacs présents dans le pays
Le lac Malawi est un lac d'eau douce, troisième plus grand et deuxième le plus profond en Afrique.Il est situé entre le Malawi, le Mozambique et la Tanzanie,,.

## Liste des lacs
Les lagunes de Mpoto, Chia et les barrages de Mulunguzi, Chagwa, Luwawa et Kamuzu ne sont pas listés parmi les lacs.